# شروزبری
latitudeشروزبریlongitudeشروزبری
شروزبری (به انگلیسی: Shrewsbury) (‎i‎/ˈʃroʊzbəri/‎ SHROHZ-bər-ee, ‎i‎/ˈʃruːz-/‎ SHROOZ-) شهری در منطقهٔ لندن کشور انگلستان است که این کشور خود بخشی از بریتانیا محسوب می‌شود. این شهر در سال ۱۹۹۱ میلادی ۶۴٫۲۱۹ نفر جمعیت داشته و در سرشماری سال ۲۰۰۱ جمعیت آن به ۶۷٫۱۲۶ نفر رسیده‌است. میزان رشد سالانهٔ جمعیت شروزبری ‎-۰٫۳۴ درصد می‌باشد و جمعیت این شهر در سال ۲۰۱۲ به ۶۴٫۶۸۴ نفر تغییر یافت.